# Kenny Dyer
Kenny Dyer (Londres, Inglaterra, 7 de septiembre de 1964) es un exfutbolista de Montserrat que jugaba como mediocampista. Fue entrenador de la Selección de fútbol de Montserrat desde 2008 hasta 2014.

## Selección nacional
Ha sido internacional con la Selección de fútbol de Montserrat en 4 partidos y no anotó ningún gol.

## Clubes

### Como jugador
| Club                               | País       | Año       |
| ---------------------------------- | ---------- | --------- |
| Maidstone United FC                | Inglaterra | -         |
| Chatham Town FC                    | Inglaterra | -         |
| Nea Salamis Famagusta FC           | Chipre     | 1988-1991 |
| Dover Athletic Football Club       | Inglaterra | 1991-1992 |
| Ethnikos Achnas FC                 | Chipre     | 1992-1995 |
| Dagenham & Redbridge Football Club | Inglaterra | 1995-1996 |
| Ethnikos Achnas FC                 | Chipre     | 1996-1999 |
| Slough Town FC                     | Inglaterra | 1999-2000 |
| Hayes FC                           | Inglaterra | 2001-2002 |
| Dover Athletic Football Club       | Inglaterra | 2002-2003 |
| Chatham Town FC                    | Inglaterra | 2003-2004 |

### Como entrenador
| Club                                     | País       | Año       |
| ---------------------------------------- | ---------- | --------- |
| Haringey Borough FC                      | Inglaterra | 2004-2005 |
| Selección de fútbol sub-21 de Montserrat | Montserrat | 2006      |
| Selección de fútbol de Montserrat        | Montserrat | 2008-2014 |